# 学校法人成蹊学園
学校法人成蹊学園（がっこうほうじんせいけいがくえん）は、日本の学校法人。

## 概説
中村春二が1906年（明治39年）、現在の文京区西片に学生塾（翌1907年に「成蹊塾」と命名）を設立した。
これを元に中村は高等師範学校附属中学校（現、筑波大学附属中学校・高等学校）時代からの友人である今村繁三（後の今村銀行頭取）・岩崎小弥太（後の三菱財閥総帥）らと協力して1912年（明治45年）、現在の豊島区西池袋に成蹊実務学校を開設した。
この成蹊実務学校が核となり今日の学校法人へと発展した。
（学園沿革の詳細は後記の外部リンク先「成蹊の源流」を参照のこと）
「成蹊」の名は司馬遷が、「史記」（李将軍列伝）で引用した諺「桃李不言下自成蹊」に由来する。

現在、運営する後述の各学校は武蔵野市の一角に集まっている。こうした立地を利用して、持続可能な開発のための教育を担う「成蹊学園サステナビリティ教育研究センター」のような小学校～大学の共用施設も整備している。
学校法人明星学苑は、当法人職員が創立している。

## 設置校
大学
- 成蹊大学

中高一貫校
- 成蹊中学校・高等学校

小学校
- 成蹊小学校